# Josep Ros i Artigas
Josep Ros i Artigas (o Artigues) (Vilassar de Dalt, Maresme, 1907 — 1998) fou un escriptor català.

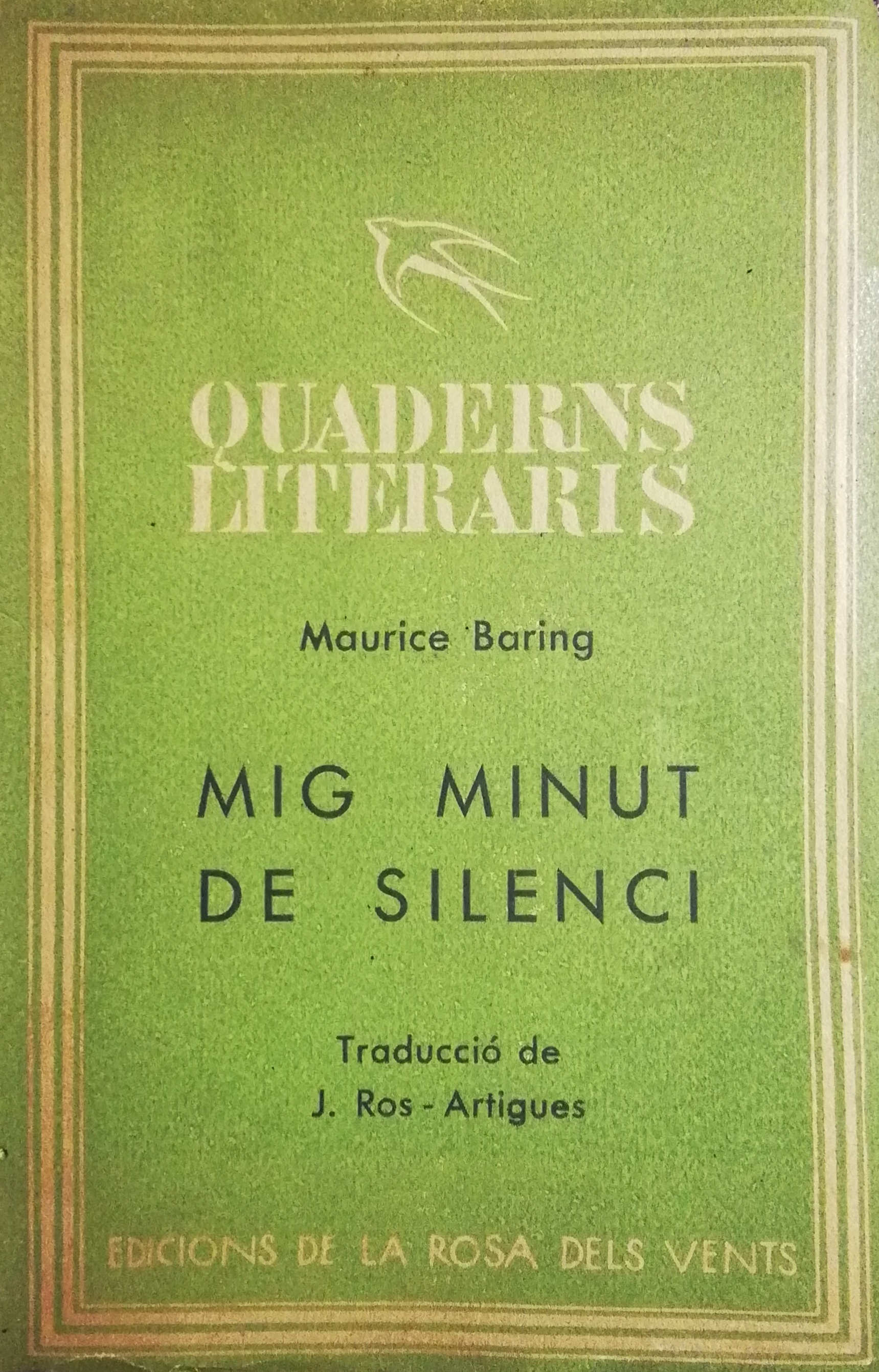
Una de les traduccions de Josep Ros i Artigues; en aquest cas: Half a Minute's Silence de Maurice Baring, publicat a Barcelona l'any 1936

Conreà un gran nombre de gèneres literaris: teatre religiós, contes i teatre per a infants, narració i poesia. Aquesta última amb influència de Josep Carner. Va traduir també poemes i novel·les anglesos. Va participar diverses vegades als Jocs Florals de Barcelona, i hi va guanyar dos accèssits. Traduí al català obres de Shelley, Maurice Baring, Ernest Hemingway i Katherine Mansfield.

## Obres

### Narració
- Hong-Cong, groc-oliva (1937)

### Poesia
- L'oreig i la branca (1938)
- Llibre de Sant Josep (1951)[3]

Obres presentades als Jocs Florals de Barcelona
- Fira de roses (1930)
- Festeig barceloní (1930)
- Cançó de l'abril ingenu (1936), 2n accèssit a la Flor Natural
- Complanta d'exili (1936), 2n accèssit a l'Englantina d'or